# 마커스 콜로마
마커스 콜로마(Marcus Coloma, 1978년 10월 18일 ~ )는 미국의 영화배우, 텔레비전 배우, 음악가이다.

## 방송
- 메이크 잇 오어 브레이크 잇 1
- 포인트 플레전트
- 제너럴 호스피털

## 영화
- 시럽 (2013년) - 짐 역
- 비버리힐즈 치와와 3 (2012년)
- 비버리힐즈 치와와 2 (2011년) - 샘 역
- 메이크 잇 오어 브레이크 잇 1 (2009년) - 레오 크루즈 역
- 사우스 비치 (2006년)
- 머터리얼 걸스 (2006년) - 릭 역
- 포인트 플레전트 (2005년)
- 원 트리 힐 (2003년)